# Троутон, Эдвард
Эдвард Троутон (англ. Edward Troughton, октябрь 1753 — 12 июня 1835) — британский инженер-конструктор и изготовитель инструментов, более всего известный изготовлением телескопов и других астрономических приспособлений.
Родился в Корни, Камберленд. В 1779 году после прохождения практики у своего старшего брата Джона стал его деловым партнёром, и вскоре зарекомендовал себя как надёжный производитель навигационных, геодезических и астрономических приборов в Великобритании.
В 1795 году он собрал экваториальный телескоп Троутона для Арманской обсерватории, телескоп с 2-дюймовым рефрактором экваториальной монтировки и первый крупный инструмент его работы с момента основания фирмы в 1790 году (телескоп сохранился до XXI века). Им также был создан в 1806 году Меридианный круг Грумбриджа, который Стивен Грумбридж использовал для создания своего звёздного каталога. Троутон известен не только как конструктор, но и как изобретатель.
Был награждён медалью Копли в 1809 году, в марте 1810 года был избран членом Лондонского Королевского общества.
В 1826 году, после смерти старшего брата Джона и ухудшения здоровья, Эдвард взял себе в партнёры Уильяма Симмса, после чего его фирма стала известна как «Троутон и Симмс».
Троутон был вовлечён в судебный процесс против сэра Джеймса Саута, который был недоволен качеством изготовления телескопа, который Троутон изготовил по его заказу. Троутон подал иск в суд на Саута для получения компенсации, выиграв в итоге дело благодаря неофициальной юридической поддержке Ричарда Шипшаркса.
Страдал дальтонизмом. Был похоронен в Кенсал-Грин.